# Evander McIvor Law

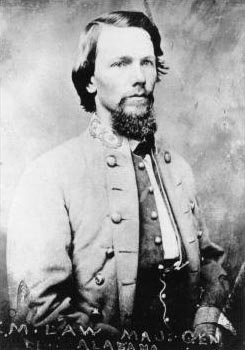
Evander McIvor Law

Evander McIvor Law (* 7. August 1836 in Darlington, Darlington County, South Carolina; † 31. Oktober 1920 in Bartow, Polk County, Florida) war ein Generalmajor der Konföderierten Armee. Er war Geschichtslehrer, bevor er eine aktive Rolle im Sezessionskrieg spielte. 

## Leben
McIver Law wurde am 7. August 1836 in Darlington, South Carolina, geboren und entstammte einer angesehenen Militärfamilie. Sein Großvater und zwei Urgroßväter hatten in der amerikanischen Revolution mit Francis Marion, auch bekannt als „Swamp Fox“, gekämpft. Law war Absolvent der South Carolina Military Academy und hatte nach seinem Abschluss an Militärschulen als Geschichtslehrer unterrichtet. Law, der 1861 in Alabama lebte, schloss sich der Miliz dieses Staates an, nahm sich aber dann der Sache der Konföderierten an und wechselte als Hauptmann der 4. Alabama-Infanterie in die Armee der Konföderierten Staaten. Im Mai 1861 war er Oberstleutnant. Seine Feuertaufe erlebte er in der Ersten Schlacht von Manassas in der Brigade von Brigadegeneral Barnard Bee, wo er eine Wunde am linken Arm erlitt. Nach seiner Rückkehr in den aktiven Dienst stieg er im Oktober 1861 in den Rang eines Obersten und im folgenden Jahr, Oktober 1862, in den Rang eines Brigadegenerals auf.
Während des gesamten Jahres 1862 kämpfte er im Korps des General James Longstreet bei allen größeren Feldzügen der konföderierten Armee in Virginia.
Unter General John Bell Hood führte er die Alabama-Brigade und kämpfte er im Juli 1863 in der Schlacht von Gettysburg als auch im September 1863 am Chickamauga. Obwohl öfters von Longstreet belobigt, wurde die Beziehung Ende 1863 schlechter, als er das Kommando über die Division des verwundeten Generals Hood übernahm. Longstreet wollte eigentlich seinen Favoriten Brigadegeneral Micah Jenkins einsetzen, obwohl dieser nie in Hoods Division gedient hatte. Law, der seit Gründung der Division ein Kommando in der Einheit innehatte und erfolgreich befehligt hatte, war der ranghöchste Brigadier. Die Uneinigkeit mit seinem vorgesetzten General köchelte von Ende 1863 und bis ins Frühjahr 1864 hinein. 
Während er noch sein Kommando in den Winterquartieren im östlichen Tennessee hatte, versuchte Law, aus der konföderierten Armee auszutreten, und verließ ohne Rücksprache mit Longstreet die Armee und begab sich nach Richmond, um seinen Austritt aus der Armee zu beantragen. Law wurde darauf im März 1864 auf Longstreets Befehl verhaftet und vor ein Kriegsgericht gestellt wurden. Diese Anklagen wurden jedoch nach der Intervention des Konföderierten Kriegsministeriums fallen gelassen. Dies war der Strohhalm für Laws Brigade, da die Mehrheit der Regimentsführer eine Verlegung des Kommandos näher an die Heimat, nämlich Alabama, forderten. Obwohl Longstreet das Oberkommando in Tennessee behalten wollte, musste er seinen Offizieren nachgeben, die näher bei der Heimat kämpfen wollten. Zusätzlich drängte General Robert E. Lee diese Truppen nach Virginia zurückzubringen, um am Überland-Feldzug teilzunehmen.
Während seine Brigade im Frühjahr 1864 schreckliche Schlachten durchkämpfte, befand sich Law noch immer in Haft und folgte im Rücken der Armee. Als Lees Armee von Nord-Virginia im Juni 1864 in der Schlacht von Cold Harbor gegen die Streitkräfte von General Ulysses S. Grant antrat, durfte Law wieder sein Kommando übernommen. Während dieses Einsatzes erlitt er eine schwere Wunde, als eine Kugel seinen Schädel eindrang und sein linkes Auge schädigte.
Nach seiner Genesung und Rückkehr in den aktiven Dienst wurde Law nach Süden und zur Infanterie von Generalmajor Matthew Butler versetzt. Er erhielt eine Brigade und wurde am 20. März 1865 zum Generalmajor befördert, was jedoch vom Kongress der Konföderierten nie bestätigt wurde.
Nach dem Ende der Feindseligkeiten diente Law in verschiedenen geschäftlichen Unternehmungen sowohl in South Carolina als auch in Alabama, bevor er in den Sunshine State ging. Er starb 1920 in Bartow und wurde auf dem Oak Hill Cemetery beigesetzt.